# Anisacanthus quadrifidus
Anisacanthus quadrifidus é uma espécie de planta com flor nativa do oeste e do centro-sul do Texas, nos Estados Unidos, e do lado norte do México, indo até ao estado de Oaxaca. É cada vez mais um arbusto comum de ser usado com intuito ornamental no Texas e é cultivada em outras partes do Sudoeste dos Estados Unidos.